# 宮地真緒
宮地 真緒（みやじ まお、1984年〈昭和59年〉2月2日 - ）は、日本の女優。所属事務所はホリ・エージェンシー→イマージュエンターテインメント→aoao→Andmo→松竹エンタテインメント所属。兵庫県洲本市出身。

## 略歴
小学校のときに走り幅跳びで好成績を出したことから中学校では陸上部に所属。宮地は、3年間の走り込みの経験が「その後の小さな自信につながっているのかも」と後に振り返っている。
兵庫県立洲本高等学校1年の夏にホリプロスカウトキャラバンに応募。1次審査の自己PRが思い浮かばず、自身の腕を“宮地真緒”とひっかいてみみず腫れを作って審査員に印象を残し、大阪地区予選参加者9000人の中から通過者3人に選ばれた。その後、事務所にスカウトされデビューした。
2000年3月16日、『ヤングジャンプ』創刊1,000号目の表紙&巻頭グラビアを飾る。
2001年、フジテレビビジュアルクイーン・オブ・ザ・イヤー2001に選出される。
2002年、第27代旭化成キャンペーンモデルに選出される。同年、オーディションで1916人の応募者の中から選ばれ、NHK連続テレビ小説『まんてん』のヒロインに抜擢、宇宙飛行士を目指す日高満天役で主演した。後に宮地は「私が選ばれたのは“島育ちで末っ子”という境遇がドラマのヒロインと同じだったからに過ぎない」と語っている。『まんてん』への出演がきっかけとなり、全国区で活躍するようになる。
2003年、歌手として山口百恵のヒット曲「秋桜（コスモス）/ 夢先案内人」をカバー。オリコン初登場23位。
2004年、五洲薬品「キレアウォーター」のCMでフルヌードを披露。
2005年、ミュージカル『ピーターパン』で7代目の主演を務める。翌年も続投。
デビュー10周年となる2010年、映画『失恋殺人』（窪田将治監督）に主演。自身初となるバストトップも披露した。
2017年8月1日、デビュー以来17年間在籍したホリ・エージェンシーからイマージュエンターテインメントへ移籍したことを発表。
2017年8月27日、『24時間テレビ 40　告白〜勇気を出して伝えよう〜』（日本テレビ）の生放送内で、14年間交際中の7歳年上の一般男性からプロポーズを受け、これに応じた。11月23日に婚姻届を提出。
2020年5月15日、所属していたaoaoを退所。
2023年9月15日、Andmoから松竹エンタテインメントへの移籍が発表される。

## 人物
毎年エイプリルフールに「結婚します」と宣言していたが、2012年4月は、その嘘を自粛した。
小学5年生の時に阪神・淡路大震災で被災したこともあり、災害について深い関心を抱き、2006年11月21日に自身のブログを開設して以降、毎年1月17日には震災への思いを綴っている。また、2014年には防災士の資格も取得した。
宮地は自らを「究極のインドア派」と称し、「漫画やアニメが大好き」と語る。

## 出演

### テレビドラマ
- 連続テレビ小説 まんてん（2002年、NHK総合） - 初主演・日高（花山）満天 役
- 日曜劇場 笑顔の法則（2003年、TBS） - 井坂恵 役
- WATER BOYS（2003年、フジテレビ） - 大西麻子 役
- 神様、何するの（2003年、フジテレビ金曜エンタテイメント） - 主演・吉井怜 役
- それは、突然、嵐のように…（2004年、TBS） - 早川香織 役
- 南くんの恋人（2004年、テレビ朝日） - 野村麗花 役
- こちら本池上署（2004年） - 三村亜矢 役
- 火曜サスペンス劇場「六月の花嫁 偽りのドレス」（2004年、日本テレビ） - 新庄美佐子 役
- アタックNo.1（2005年、テレビ朝日） - 八木沢香 役
- ウメ子（2005年12月、TBS） - 河合ウメ子 役
- 相棒Season4 第10話「殺人生中継」（2005年、テレビ朝日） - 八木沼リカ 役
- 7人の女弁護士 第4話（2006年、テレビ朝日） - ゲスト 柿沢沙織 役
- 帰ってきた時効警察 第10話（2007年、テレビ朝日） - 一宮理恵子 役
- 水曜ミステリー9「女かけこみ寺 刑事・大石水穂」（2008年1月9日、テレビ東京） - 大石琴子 役
- 4姉妹探偵団 第7話（2008年、テレビ朝日） - 米原朋子 役
- 金曜プレステージ・浅見光彦シリーズ31・喪われた道（2008年5月2日、フジテレビ） - 羽田記子 役
- OLにっぽん（2008年、日本テレビ） - 大沢香 役
- 日本史サスペンス劇場・特別企画『東大落城』（2009年1月14日、日本テレビ） - 嵯峨邦子 役
- エゴイスト 〜egoist〜(2009年4月 - 5月、東海テレビ） - 藤本香里 役
- 必殺仕事人2009 第18話（2009年5月29日、朝日放送） - お志津 役
- 水曜ミステリー9「女かけこみ寺 刑事・大石水穂2」（2009年7月15日、テレビ東京） - 大石琴子 役
- メイド刑事 Mission 7（第7話）（2009年8月14日、テレビ朝日） - 塚越要 役
- 新参者 第2・4話（2010年4月25日・5月9日、TBS） - アサミ 役
- 水戸黄門 第41部 第7話「にせ者殺到!孫探し・鳥羽」（2010年5月24日、TBS / C.A.L） - お菊 役
- 金曜プレステージ・探偵倶楽部（2010年10月22日、フジテレビ） - 草野麻子 役
- 新・警視庁捜査一課9係 season3 第6話（2011年8月10日、テレビ朝日） - 河原えりか 役
- 名探偵コナン 工藤新一への挑戦状 第7話（2011年8月18日、読売テレビ） - 野口由利 役
- ハングリー!（2012年1月 - 3月、関西テレビ） - 和泉佳奈 役
- 土曜ワイド劇場「鉄道捜査官13」（2012年5月5日、テレビ朝日） - 松田由紀 役
- たぶらかし-代行女優業・マキ- 第11話（2012年6月14日、読売テレビ） - 上嶋由佳 役
- 土曜ワイド劇場「再捜査刑事・片岡悠介4」（2012年9月29日、テレビ朝日） - 山本有紀 役
- 匿名探偵 第1話（2012年10月12日、テレビ朝日） - 三崎映子 役
- 金曜プレステージ・事件屋稼業（2013年5月17日、フジテレビ） - 有沢さやか 役
- 衝撃ゴウライガン!!（2013年10月4日 ‐ 2013年12月 テレビ東京） - リン 役
- 慰謝料弁護士〜あなたの涙、お金に変えましょう〜 第8話（2014年2月28日、読売テレビ） - 坂上いずみ 役
- モザイクジャパン（2014年5月18日 - 、WOWOW） - 前田美織 役[21]
- TEAM -警視庁特別犯罪捜査本部- 第6話（2014年5月21日、テレビ朝日） - 百瀬真理子 役
- 牙狼-GARO- -魔戒ノ花- 第16話（2014年7月25日、テレビ東京） - キエラ 役
- そこをなんとか2 第6話（2014年9月7日、NHK BSプレミアム） - 上野あずさ 役
- 新・刑事吉永誠一 第2話（2014年10月24日、テレビ東京） - 鎌田真奈美 役
- 新春ワイド時代劇「大江戸捜査網2015〜隠密同心、悪を斬る!」（2015年1月2日、テレビ東京） - 切見世の遊女 役
- 太鼓持ちの達人〜正しい××のほめ方〜 第6話（2015年2月16日、テレビ東京） - 中野陽子 役
- 土曜ワイド劇場「デパート仕掛け人!天王寺珠美の殺人推理8」（2015年3月21日、朝日放送） - 木崎亜実 役
- 土曜ワイド劇場「京都人情捜査ファイル 2時間スペシャル」（2015年4月25日、テレビ朝日） - 山崎いずみ 役
- 水曜ミステリー9「金沢のコロンボ2」（2015年5月20日、テレビ東京） - 須藤里奈 役
- 松本清張ミステリー時代劇 第6話（2015年6月9日、BSジャパン） - 主演・お種 役
- 青春探偵ハルヤ〜大人の悪を許さない!〜 第7話（2015年11月26日、読売テレビ） - 七瀬早織 役
- 嵐の涙〜私たちに明日はある〜（2016年2月1日 - 3月31日、東海テレビ） - 相田順子 役
- カインとアベル （2016年、フジテレビ） - 橋本綾乃 役
- 科捜研の女（テレビ朝日）
  - 第16シリーズ 第10話（2017年1月19日） - 幸田みちる 役
  - 第19シリーズ 最終話（2020年3月19日） ‐ 江草薫子 役
- 北風と太陽の法廷（2017年3月17日、日本テレビ） - 梨元佳織 役
- 刑事ゼロ スペシャル（2019年9月15日、テレビ朝日） - 笠木塔子 役
- 社内処刑人〜彼女は敵を消していく〜（2024年4月19日 - 6月21日、関西テレビ） - 冴木雅代 役[22]
- 社畜人ヤブー（2025年4月4日 - 、BS松竹東急） - 持田まどか 役[23]

### 映画
- ピカ☆☆ンチ LIFE IS HARDだからHAPPY（2004年）
- 村の写真集（2004年）
- 人間椅子（2006年）
- 暗いところで待ち合わせ（2006年） - 二葉カズエ 役
- 赤い鯨と白い蛇（2006年）
- おばちゃんチップス（2007年）
- ちいさな恋のものがたり（2008年） - 美沙 役
- 髪がかり（2008年） - かえで 役
- 失恋殺人（2010年　監督：窪田将治） - 主演・南田みや子 役[12]
- アメイジング グレイス〜儚き男たちへの詩〜（2011年8月公開、グアパ・グアポ）
- 君が愛したラストシーン（2013年4月公開、アルゴ・ピクチャーズ）
- ダイヤモンド（2013年8月3日公開、オールインエンタテインメント）[24]
- 白ゆき姫殺人事件（2014年3月29日公開　監督：中村義洋） - 間山 役
- 妻が恋した夏（2014年10月11日、アルゴ・ピクチャーズ） - 主演・かおり 役[25][26]
- イノセント15（2016年12月17日公開） - 成美の母 役 ※ 1週間限定レイトショー公開 [27]
- 傷だらけの悪魔（2017年2月4日公開） - 大瀬戸翠 役[28]
- 恋のしずく（2018年10月20日公開） - 高宮美咲 役[29]
- 夜明けまで離さない（2018年10月27日公開） - 主演・桑原美咲 役[30]
- ふたつの昨日と僕の未来（2018年12月22日公開、キャンター） - 小百合 役[31]
- しちゃったね（短編連作「稽古場」の1編 2021年公開予定　監督：足立紳）[32]
- あしやのきゅうしょく（2022年3月4日公開、アークエンタテインメント）
- 月のこおり（2025年11月21日公開予定、ギグリーボックス）[33]

### 舞台
- ミュージカル「ピーター・パン」（2005年7月21日 - 31日、東京国際フォーラムホールC 他） - 主演・ピーター・パン 役[11][34]
  - ミュージカル「ピーター・パン」（2006年7月22日 - 8月2日、東京国際フォーラムホールC 他）[35]
- 新・夏の魔球（2006年9月28日 - 10月1日、全労済ホール スペース・ゼロ）
- 月の子供（2007年2月7日 - 18日、本多劇場）
- 路地裏の優しい猫（2008年2月1日 - 11日、赤坂RED/THEATER）
- amipro「ふしぎ遊戯」（2010年10月20日 - 24日、ザ・ポケット） - 柳宿 役[36]
  - amipro「ふしぎ遊戯〜朱雀編〜」（2011年3月30日 - 4月3日、シアターサンモール） - 柳宿 役[37]
  - amipro「ふしぎ遊戯〜青龍編〜」（2012年4月25日 - 5月2日、銀座博品館劇場） - 柳宿 役[38]
  - amipro「ミュージカル『ふしぎ遊戯〜朱ノ章〜』」（2016年4月8日 - 17日、あうるすぽっと） - 柳宿 役[39]
  - 「ふしぎ遊戯－蒼ノ章－」（2018年10月13日 - 21日、全労済ホール / スペース・ゼロ） - 柳宿 役[40]
- P・Q・R presents「グッドモーニング・ブルーバード!」（2011年6月23日 - 26日、ザ・ポケット）
- ネルケプランニング「世界の終わりと始まりと」（2011年10月20日 - 30日、シアターサンモール）
- FREE(S)プロデュース公演「第一章 Dream-dandelion-」（2012年7月11日 - 16日、恵比寿・エコー劇場）
- FREE(S)プロデュース公演「第二章 Dream-sunflower-」（2012年7月18日 - 22日、恵比寿・エコー劇場）
- FREE(S)プロデュース公演「第三章 Dream-Baby's breath-」（2012年7月24日 - 29日、恵比寿・エコー劇場）
- おしぼり（2013年5月2日・3日・5日・6日、神保町花月）
- おかあちゃん〜コシノアヤコ物語〜（2014年11月2日、岸和田市立浪切ホール / 12月2日 - 7日、六本木ブルーシアター） - コシノジュンコ 役[41]
- 劇団東京イボンヌ第10回公演『モーツァルトとマリー・アントワネット』（2015年12月、スクエア荏原・ひらつかホール） - 主演・マリー・アントワネット 役[42]
- Song Storytelling in BAROOM『星の王子さま Le Petit Prince 〜きみとぼく〜』（2024年3月16日、BAROOM） - 王子 役[43]
- 音楽朗読劇『ひまわりの歌〜ヘブンズ・レコードからの景色〜』（2025年1月17日 - 26日、神戸朝日ホール / 1月30日 - 2月8日、有楽町朝日ホール）[44]
- あの夏、君と出会えて〜幻の甲子園で見た景色〜（2025年8月23日 - 31日〈予定〉、サンシャイン劇場 / 9月6日 - 14日〈予定〉、大阪松竹座  / 9月20日〈予定〉、金沢市文化ホール / 9月23日〈予定〉、広島国際会議場フェニックスホール / 9月26日 - 28日〈予定〉、御園座）[45]

### バラエティ
- 上方演芸ホール（2002年1月 - 9月、NHK大阪） - 漫才・コントのステージ時の司会（石田靖と共演）
- AX MUSIC-TV（はなわまおー）（2004年4月 - 9月、日本テレビ） - 進行役、はなわと共演
- 歌謡チャリティーコンサート（2004年11月23日、NHK総合） - 宮本隆治と共に司会
- リサーチャーズ〜地震予知の探究者たち〜（2007年10月19日、仙台放送） - 番組ナビゲーター＆ナレーション[46]

### 配信ドラマ
- REAL 恋愛殺人捜査班 Episode.5 - 6（2024年7月26日・8月2日 - 、FOD） - 田辺京子 役[47]
- トリッパーズ（2024年8月9日 - 、YouTube 他）[48]

### CM
- 2003年度赤い羽根共同募金（2003年）
- 五洲薬品「キレアウォーター」（2004年10月 - ）[10]

### その他
- パチンコ台「CR泉谷しげるの座頭市物語」（2007年3月、ニューギン） - ヒロイン・おたね 役

## 作品

### CD

#### シングル
※いずれもユニバーサルミュージックより発売
1. 秋桜 -コスモス-/夢先案内人（2003年9月24日）[9]
2. 早花咲月（2004年3月3日）
3. 愛する他に…（2004年11月3日） - 「キレアウォーター」CMソング[10]

#### オムニバスアルバム
- キラキラ♡魔女っ娘♡cluv（2010年2月10日、P-Vine）
  - Over The Future（絶対可憐チルドレン OP1） 宮地真緒×PLASTIC OPERATOR

### 写真集
1. 宮地真緒ファースト写真集－はじめまして16歳の夏（ソニー・マガジンズ、上野勇撮影）ISBN 4789715647
2. アオイトキ－宮地真緒写真集（2002年、ワニブックス、渡辺達生撮影）ISBN 4847026942[49]
3. Mixjuice－三津谷葉子+宮地真緒史上最強YJ限定ユニット ISBN 4081020361
4. 月刊 宮地真緒（新潮社） ISBN 978-4107901354
5. 月刊 宮地真緒Special（新潮社）ISBN 978-4107901583
6. S/M Mao Miyaji（2009年、ワニブックス）ISBN 978-4847041808[1]
7. Decada 宮地真緒デビュー10周年写真集 （2010年、光文社）ISBN 9784334901769[50]
8. 逢燦燦（2020年、講談社）ISBN 978-4-06-522198-3[51]

### イメージビデオ
1. はじめまして （2000年、h.m.p）
2. ビジュアルクイーン・オブ・ザ・イヤー 2001 （2001年、ポニーキャニオン）
3. Mix Juice （2001年） - 三津谷葉子との共演作
4. キレイ （2003年、ポニーキャニオン）